# Dinastía Smilets
La dinastía Smilets (en búlgaro: Династия Смилец) fue una casa imperial de Bulgaria, una de las más pequeñas casas reales.
Fue fundada por el zar Smilets de Bulgaria.

## Miembros
- Smilets de Bulgaria – su parentesco es desconocido, pero fue un noble de nacimiento y tenía dos hermanos
- Smiltsena Paleóloga – esposa de Smilets[1]
- María Smilets de Bulgaria – hija de Smilets y Smiltsena
- Teodora de Bulgaria, reina de Serbia[2] – hija de Smilets y Smiltsena
- Iván II de Bulgaria – hijo de Smilets y Smiltsena[3]
- Iván Dragushin – hijo de María y Aldimir
- Esteban Uroš IV Dušan de Serbia – hijo de Teodora y Esteban Uroš III Dečanski de Serbia[4]
- Dušman – hijo de Teodora y Esteban Uroš III Dečanski[5]